# Kellergröppe Raab

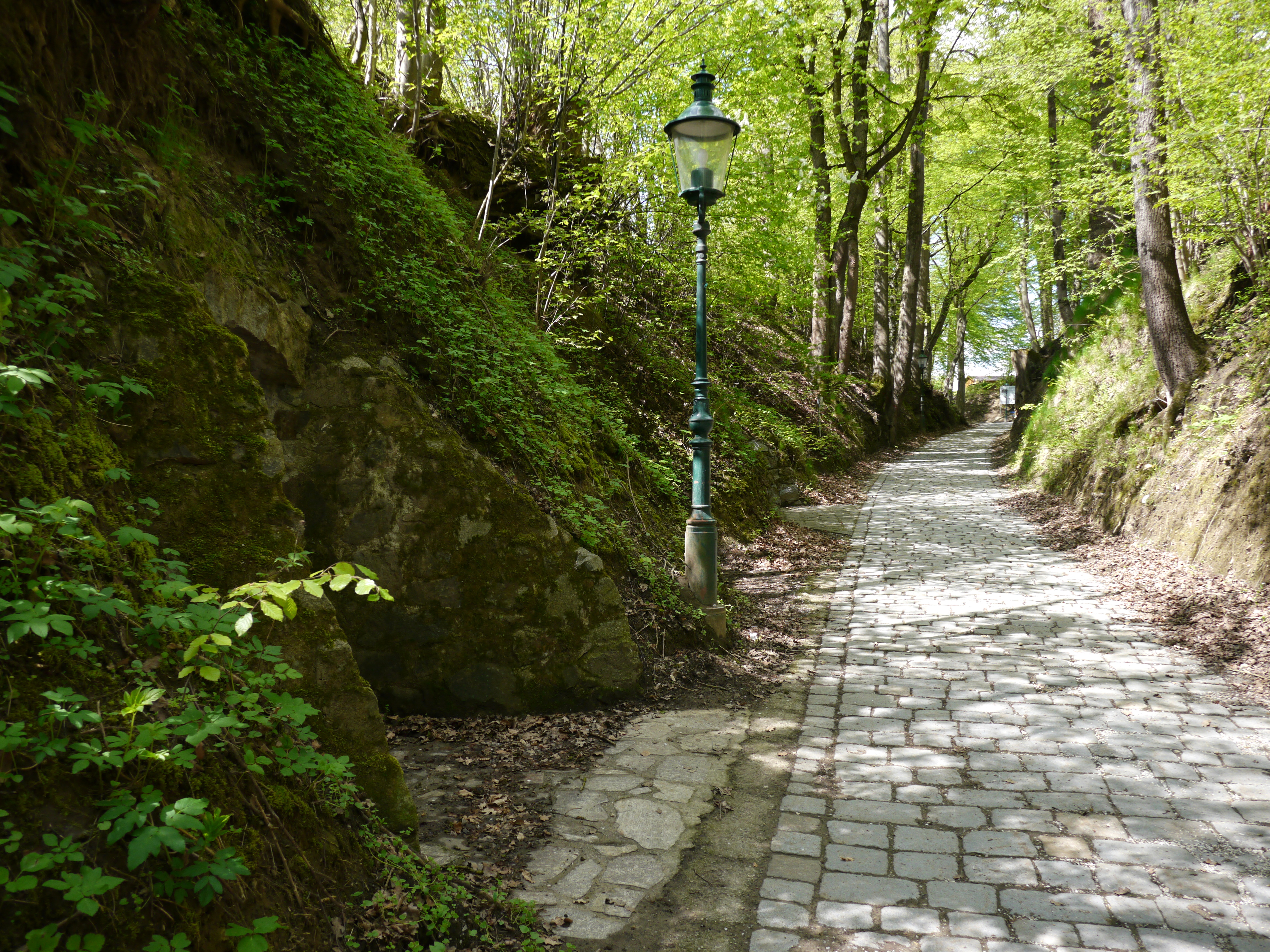
Die Kellergröppe als Hohlweg

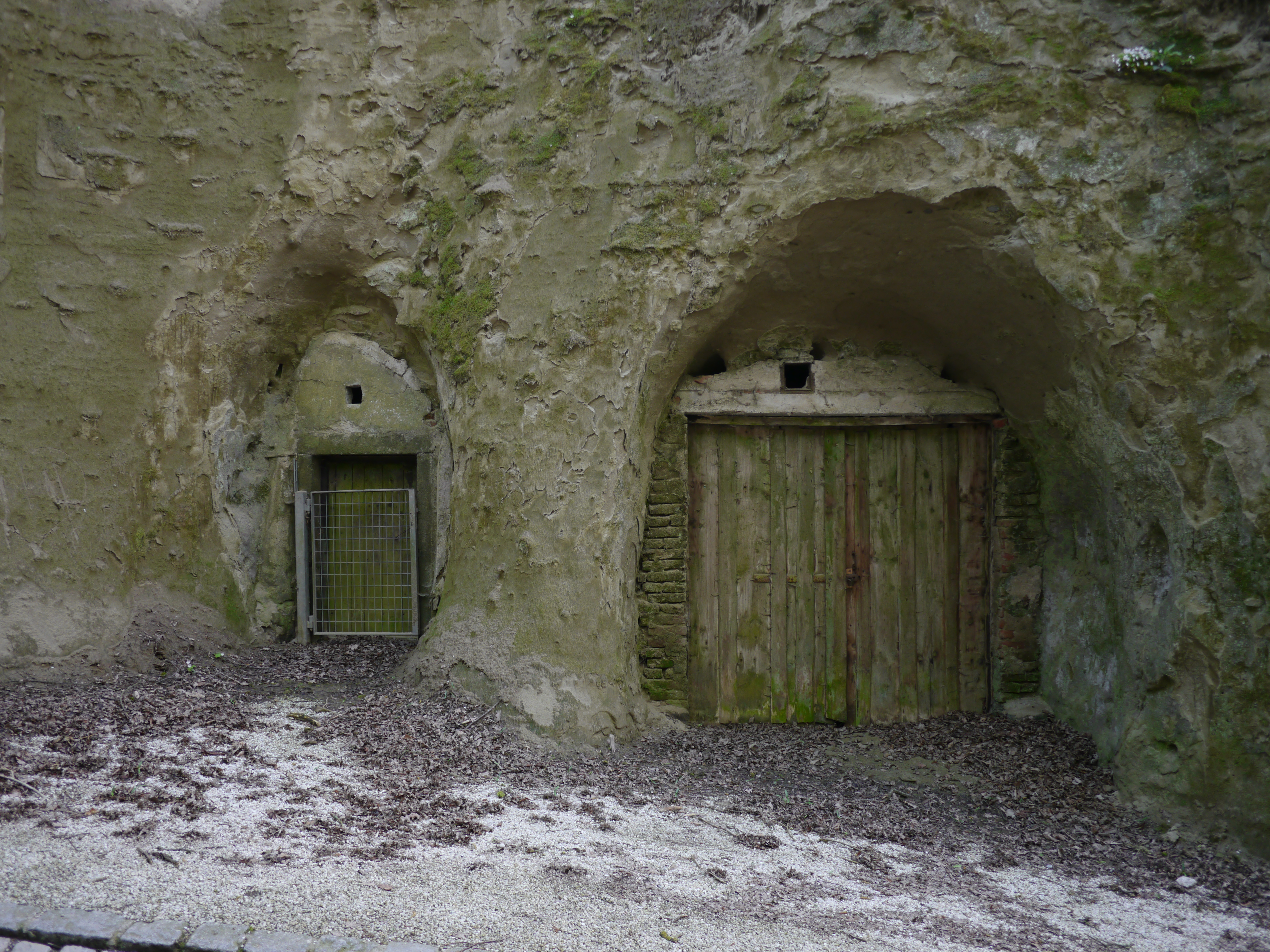
Eingangstüren der Keller 5 und 6

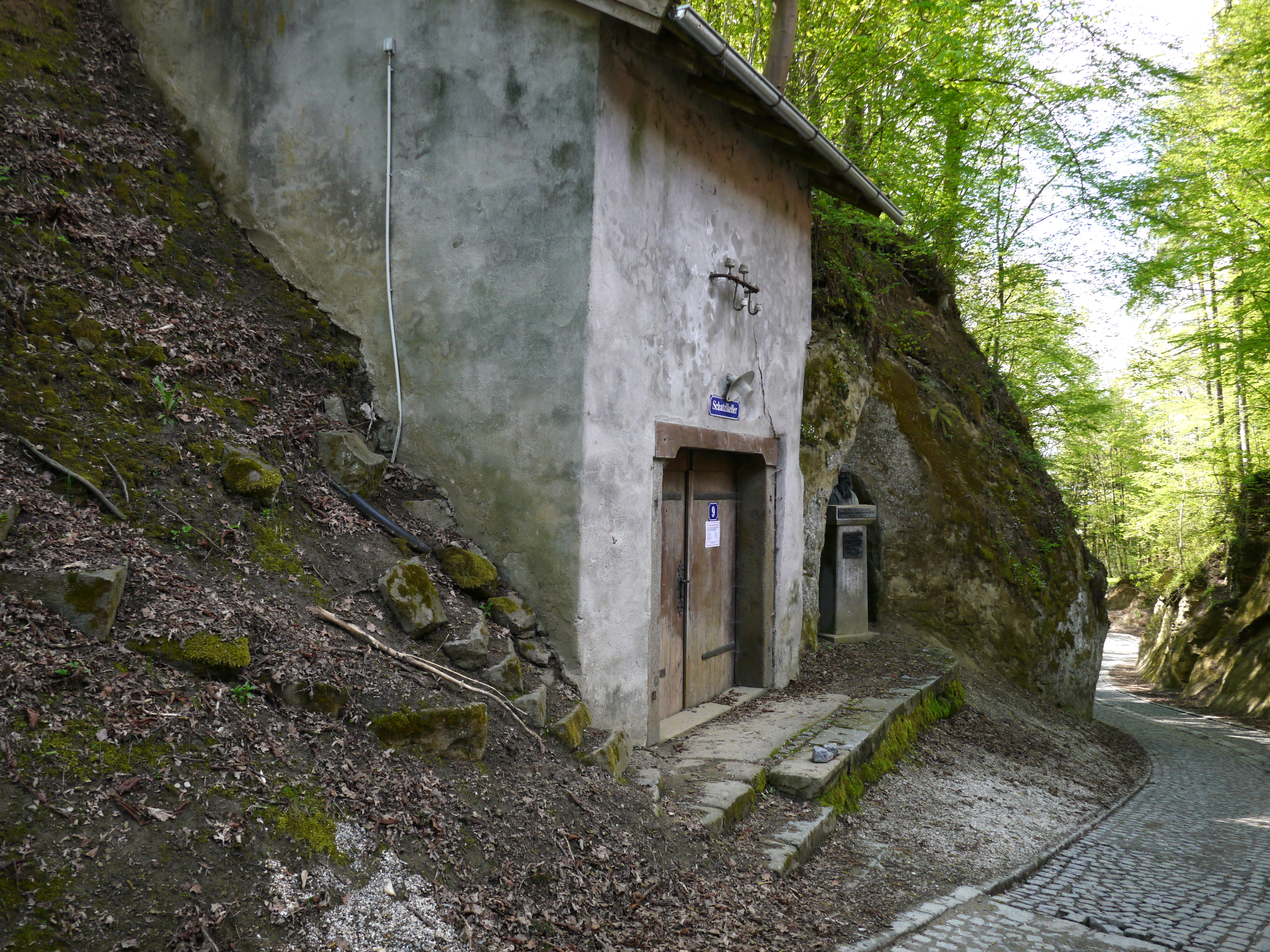
Keller 9 mit dem Biersandkellermuseum

Die Kellergröppe Raab ist eine Kellergasse in der Gemeinde Raab im Bezirk Schärding in Oberösterreich. Die Erdkeller stehen unter Denkmalschutz.

## Geschichte
Der eigentliche Ursprung der Keller dürfte ein mittelalterlicher Erdstall gewesen sein. Die heutigen Erdkeller wurden erstmals 1620 genannt.

## Kellergasse
Die 26 Keller wurden in einem Hohlweg in den Sandstein gegraben und dienen der Lagerung von Bier, Most und Obst.

## Biersandkellermuseum
Im Keller Nr. 9, dem Schatzl-Sandkeller, befindet sich das Biersandkellermuseum. Der Keller ist insgesamt 53,5 m lang und hat einen 15,5 m tiefen Brunnen. Der südöstliche Kellerraum ist 24 m lang und bis zu 4,9 m breit und wird durch 8 als bogenförmige Ziegelgewölbe ausgeführte Gurten gestützt.